# Valjancina Cybul'skaja
Valjancina Ivanaŭna Cybul'skaja, accreditata come Valentina Tsybulskaya dalla IAAF (in bielorusso Валянціна Іванаўна Цыбульская?; Rostov sul Don, 17 marzo 1968), è un'ex marciatrice bielorussa.

## Palmarès

### Mondiali
- 3 medaglie:
  - 1 argento (Edmonton 2001 nella marcia 20 km)
  - 2 bronzi (Atene 1997 nella marcia 10 km; Edmonton 2001 nella marcia 20 km)